# Hipódromo Coberto

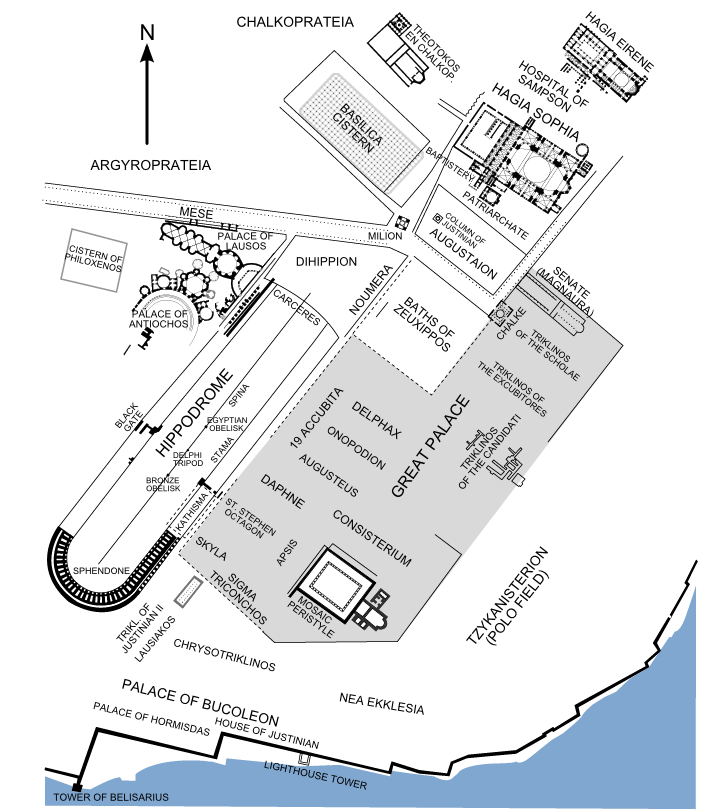
Complexo do Grande Palácio de Constantinopla

O Hipódromo Coberto (em grego: σκεπαστός ἱππόδρομος) foi um pátio coberto que serviu como uma antecâmara para o Grande Palácio de Constantinopla. O estudioso francês Rodolphe Guilland também equaciona-o com o hipódromo pessoal do imperador. Fica na esquina sudeste do complexo do palácio, e conectou o Palácio de Dafne ao norte com o complexo palaciano menor em torno de Bucoleão ao sul, até o portão de Ésquila.
Desempenhou um grande papel nas cerimônias imperiais, e não deve ser confundido com o bem maior e adjacente Hipódromo de Constantinopla, que nas fontes bizantinas foi frequentemente distinto como o hipódromo "descoberto" (ἀσκέπαστος). Dos séculos IX ao XI, foi também o local de um dos maiores tribunais da capital bizantina, o tribunal dos "juízes do hipódromo" (κριταὶ τοῦ ἱπποδρόμου) e dos "juízes do Velo (velum)" (κριταὶ τοῦ βήλου).